# Strezojevo
Strezojevo je naseljeno mjesto u Republici Hrvatskoj u Zagrebačkoj županiji. 

## Zemljopis
Administrativno je u sastavu općine Pokupsko. Naselje se proteže na površini od 9,90 km².

## Stanovništvo
Premapopisu stanovništva iz 2001. godine naselje je imalo 158 stanovnika i to u 42 kućanstva. Gustoća naseljenosti je iznosila 15,96 st./km².
| broj stanovnika | 355   | 364   | 338   | 386   | 396   | 388   | 352   | 386   | 377   | 351   | 309   | 239   | 196   | 157   | 158   | 154   | 120   |
|                 | 1857. | 1869. | 1880. | 1890. | 1900. | 1910. | 1921. | 1931. | 1948. | 1953. | 1961. | 1971. | 1981. | 1991. | 2001. | 2011. | 2021. |